# Balequessir
Baliquesir ou Balequessir (em turco: Balıkesir) é uma cidade e distrito (em turco: ilçe) da Turquia, situado na província homónima, da qual é capital. Faz parte da Região de Mármara da Turquia. Tem 1 454 km² de área e em 2012 a população do distrito era de 338 936 habitantes (densidade: 233,1 hab./km²), dos quais 267 903 moravam na cidade.
No passado teve vários nomes: Aquirau (em grego: Αχυράους; romaniz.: Achyraus, em latim: Achiraum ou Achyraus), Anquirau ('Anchirau), Anchiraois, Ancire (Ancyre) ou, durante o período bizantino, Paleocastro (Palaeokastron; "castelo velho"). Nas proximidades encontram-se as ruínas de Hadrianutera (Hadrianutherae), fundada pelo imperador romano Adriano (r. 117–138 d.C.)[carece de fontes?]
É um nó ferroviário importante e estância termal. É centro de uma região agrícola de cereais e hortaliças. Devido à sua pujança económica, é considerada um dos "Tigres da Anatólia".[carece de fontes?]